# Водяна Балка (Полтавський район)
Водяна Ба́лка — село в Україні, у Диканській селищній громаді Полтавського району Полтавської області. Населення становить 717 осіб. До 2020 орган місцевого самоврядування — Водянобалківська сільська рада.

## Географія
Село Водяна Балка знаходиться на березі річки Вільхова Говтва (в основному на лівому березі), вище за течією на відстані в 1,5 км розташоване село Бородаї (зняте з обліку), нижче за течією примикає село Онацьки.

## Історія
12 червня 2020 року, відповідно до розпорядження Кабінету Міністрів України № 721-р «Про визначення адміністративних центрів та затвердження територій територіальних громад Полтавської області», село увійшло до складу Диканської селищної громади.
19 липня 2020 року, в результаті адміністративно - територіальної реформи та ліквідації Диканського району, село увійшло до складу новоутвореного Полтавського району.

## Економіка
- Молочно-товарна ферма.
- Солохівське виробниче управління підземного зберігання газу, ДП.
- ПП «Ісіда Д».
- «Вікторія», ТОВ.

## Об'єкти соціальної сфери
- ВОДЯНОБАЛКІВСЬКА ЗОШ І-ІІІ ступенів акредитації має свій сайт в Інтернеті
- Діє Св-Покровська релігійна громада УПЦ в тимчасово обладнаному приміщенні ієреєм Романом Височанським 2003 р. У 2016р освячено новозбудований храм.

## Відомі люди

### Народились
- Фесенко Іван Олександрович — український радянський діяч, начальник комбінату «Донбасвугілля». Депутат Верховної Ради СРСР 1-го скликання.